# Lavabo

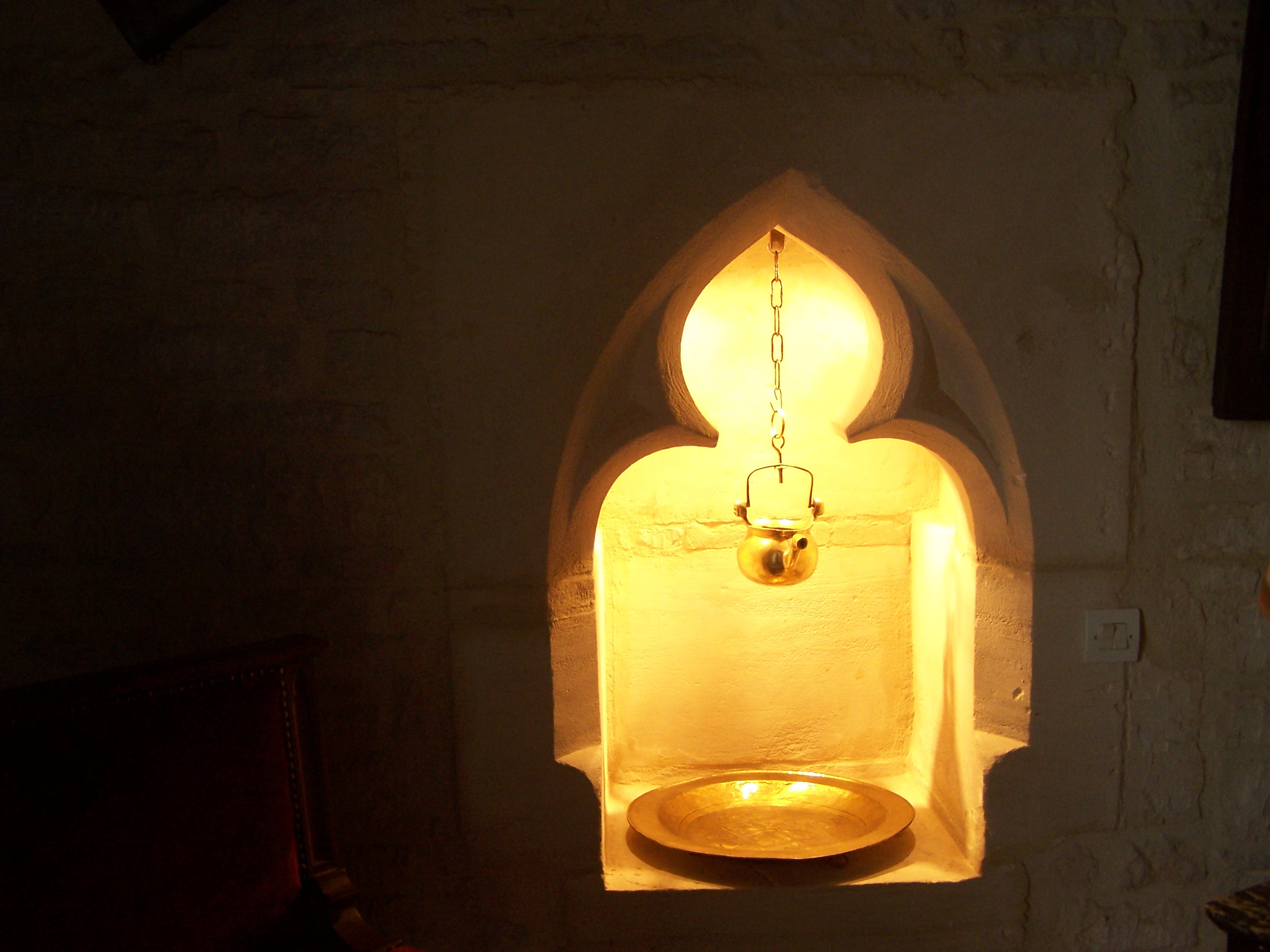
Lavabo uit de 13e of 14e eeuw, in een nis van een woonburcht in Amblie

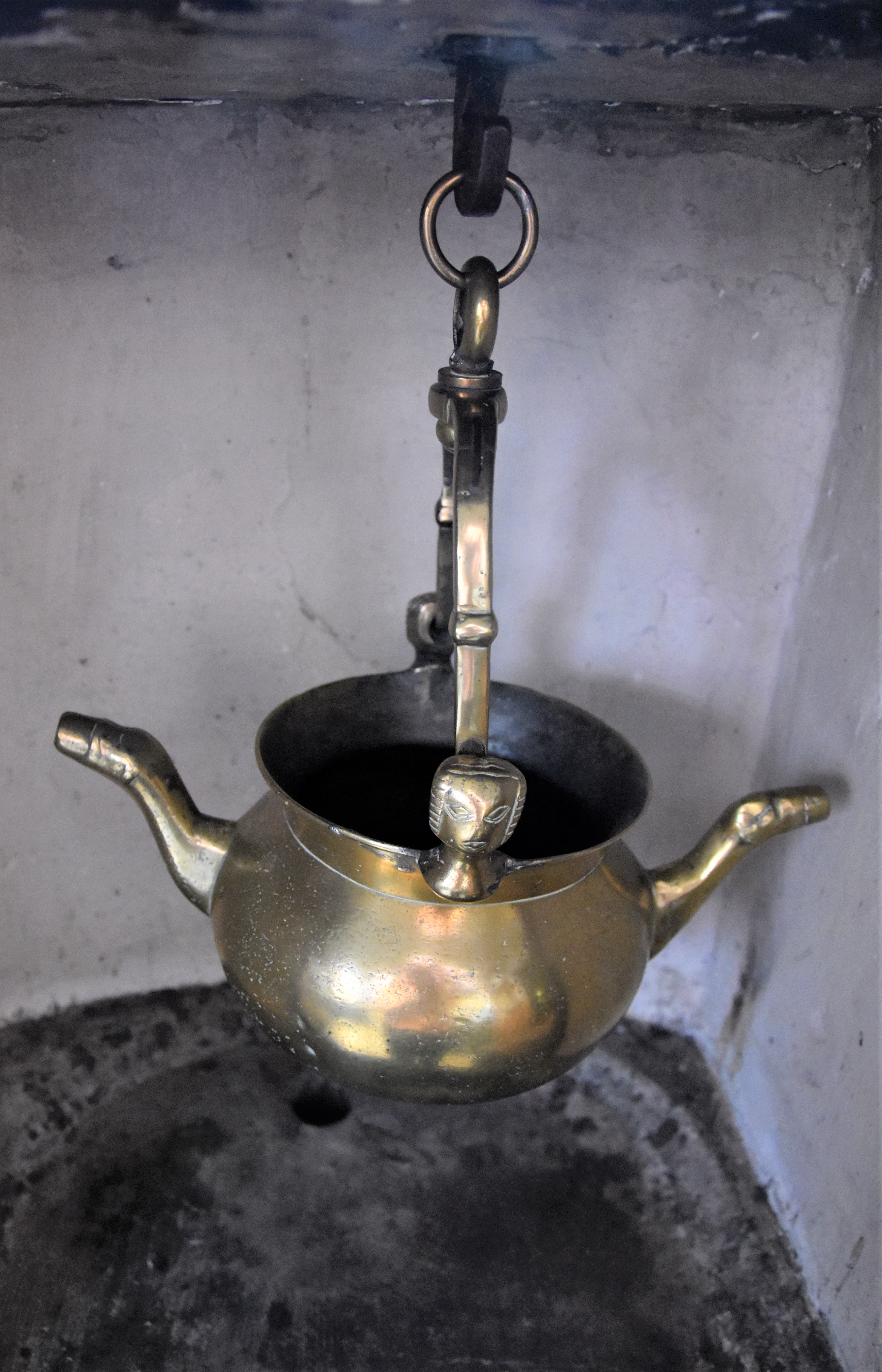
15de-eeuwse lavabo in de Sint-Pauluskerk te Vollezele. Deze hangt in een piscina met een heilig putje in natuursteen.

Een lavabo (Latijn voor "ik zal wassen"), ook lavacrum of lavatorium genoemd, is een middeleeuwse pot die gebruikt werd voor het wassen van de handen voor een belangrijk maal of voor de rituele handwassing in de kerk. Lavabo’s werden vaak uitgevoerd in metaal, al bestaan er ook aardewerken varianten. Zo is er eentje opgegraven in Aalst. Metaal was vroeger een kostbare grondstof waardoor de eigenaar van een metalen lavabo meteen ook een zekere status ontving.

## Dagelijks leven

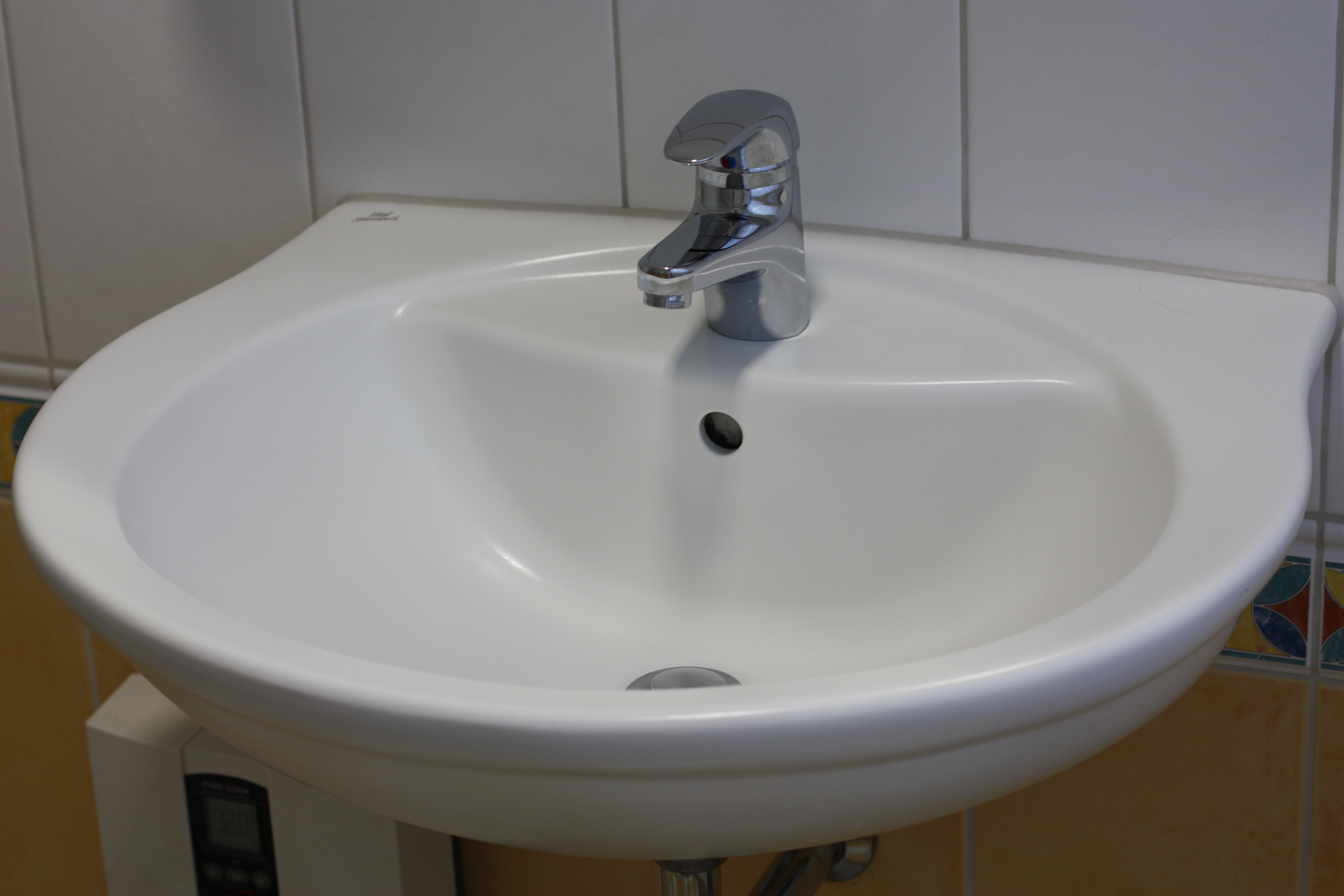
Een lavabo of wastafel in een badkamer

In België (inclusief Vlaanderen), net zoals in Frankrijk,  verwijst de term vandaag de dag naar een wasbak of wastafel met stromend water. In Nederland is het woord in het dagelijks taalgebruik in onbruik geraakt.

## Handwassing in de H. Mis
Lavabo is ook een andere naam voor het ritueel van de handwassing tijdens de H. Mis. Hierbij reciteert de priester Psalm 26 : "Lavabo inter innocentes manus meas, et circumdabo altare tuum, Domine." (Mis van Paus Pius V) of Psalm 51: "Lava me, Domine, ab iniquitate mea, et a peccato meo munda me." (Mis van Paus Paulus VI).

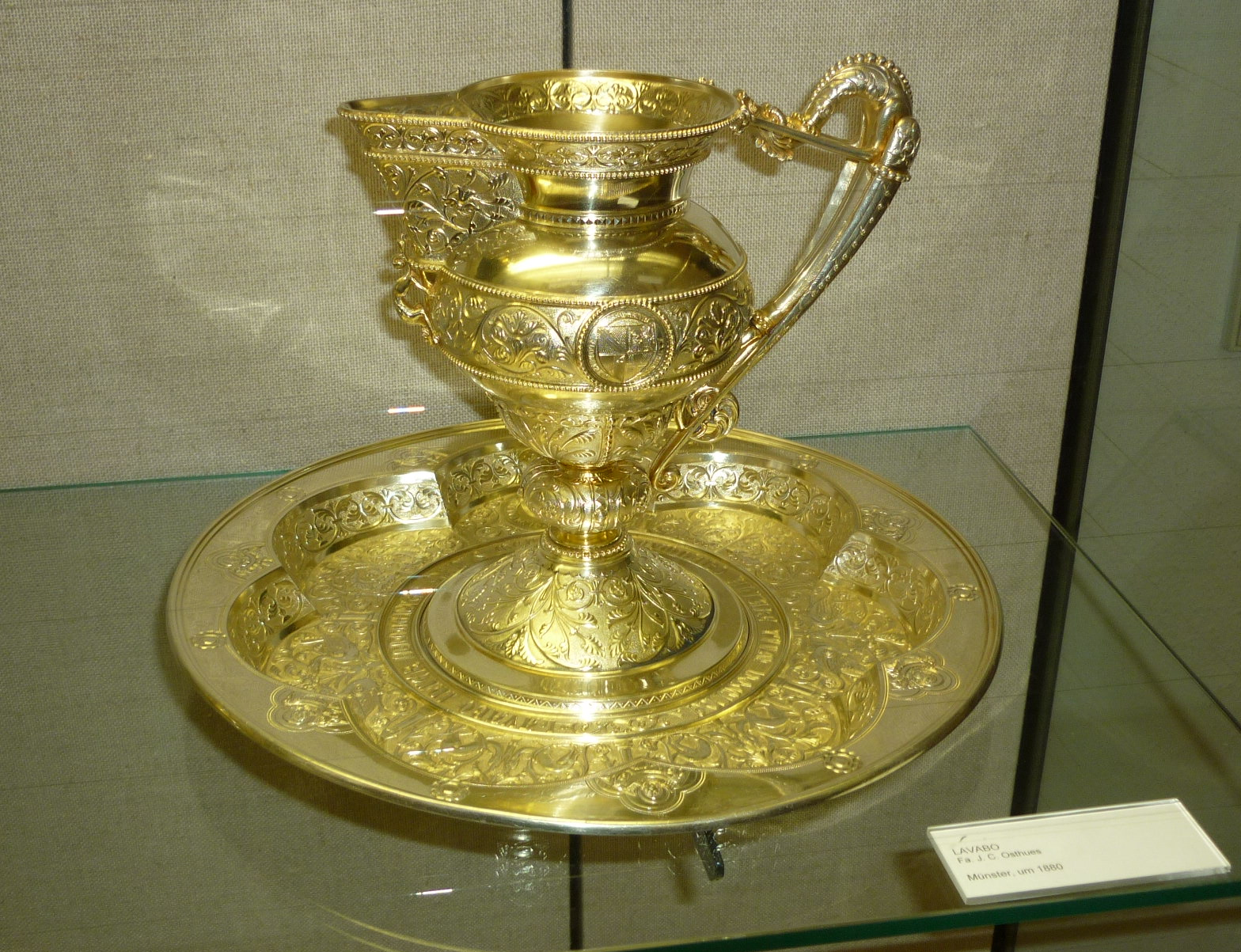
19e-eeuwse lavaboschaal met lavabokan uit de kathedraal van Trier

Bij de handenwassing wordt een lavabokan en een lavaboschaal gebruikt. De handwassing was een symbool voor de zuiverheid van Maria. Daarom werden lavabo’s vaak afgebeeld op 15de-eeuwse schilderijen over de annunciatie. De annunciatie is de verkondiging van de geboorte van Jezus aan Maria door de aartsengel Gabriel. Na de wassing droogt de priester zijn handen met het lavabodoekje. In middeleeuwse kerken bevindt zich vaak een nis in de muur van het koor (piscina) met een uitgang naar buiten. De priester goot het water van de wassing in de piscina, zodat het op het kerkhof stroomde. Want zo konden doden op het kerkhof ook een deel van het sacrament krijgen via weggespoelde resten van de geconsacreerde hostie.
Maar de lavabo diende niet alleen voor de handwassing. Ook vaatwerk werd na afloop van de mis gereinigd met het water van de lavabo. Daarnaast diende de lavabo en piscina ook om weg te spoelen. Zo werden stukken stof van kledingstukken met miswijn vlekken op afgescheurd, verbrand en weggespoeld via het heilige putje. Ook spinnen, vliegen of andere insecten die in de kelk vielen ondergingen hetzelfde lot. Ze werden gecremeerd boven de piscina en weggespoeld. In de kapel van het kasteel van Laarne waren er 2 afzonderlijke heilige putjes in dezelfde piscina. De eerste was er voor “gewoon vuil water” terwijl de andere diende voor het “heilige vuil water”, m.a.w. water dat in aanraking was geweest met het bloed of lichaam van Christus. Ze mochten niet vermengd worden met elkaar.

## In een klooster of in de sacristie

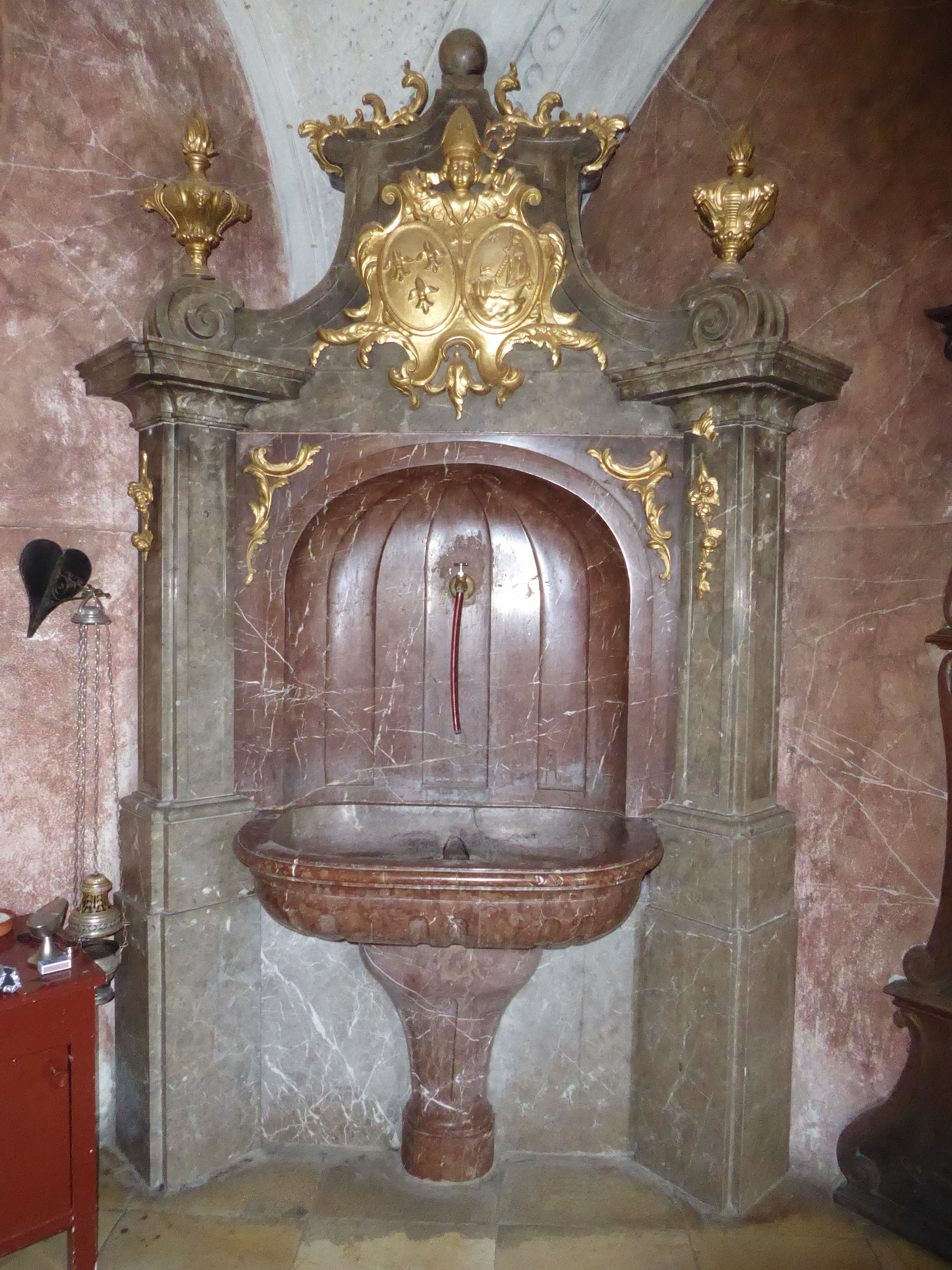
Lavabo in de sacristie van de kerk van Bergern im Dunkelsteinerwald (Oostenrijk)

De lavabo is ook de inrichting voor het wassen van de handen in een klooster of sacristie. In de middeleeuwse kloosters, in het bijzonder bij de cisterciënzers, is de lavabo gewoonlijk een apart, rond of zeshoekig gebouwtje, gelegen tegenover de ingang van de refter.